# حرارت محسوس
حرارت محسوس (به انگلیسی: Sensible heat) یا گرمای محسوس، گرما یا انرژی حرارتی منتقل شده، میان سطح جسم یا یک سیستم ترمودینامیکی و هوای پیرامونش است، زمانی که با هم اختلاف دما داشته باشند. به این فاصله دما، گرادیان دمایی گفته می‌شود. گرادیان دمایی عمودی میان یک سطح و هوای بالای آن جریان دارد و ما می‌توانیم کاهش یا افزایش دمای هوا را حس کنیم. زمانی که گرمای جسم بیشتر از محیط اطرافش باشد انتقال حرارت اتفاق می‌افتد که می‌تواند از طریق هدایت، همرفت و تابش باشد. حرارت معمولاً به طریق هدایت و برخورد مولکول‌های هوا با سطح منتقل می‌شود، هم‌زمان همان‌طور که هوا گرم می‌شود به روش همرفت بالا می‌رود، بنابراین انتقال حرارت محسوس در دو مرحله انجام می‌گیرد. از آنجایی که هوا هادی گرمای خوبی نیست لذا همرفت بیشترین حرارت محسوس را منتقل می‌کند.